# Awiszaj Kohen
Awiszaj Kohen, Avishai Cohen, (hebr. אבישי כהן, ur. 20 kwietnia 1970 w Kabri) – izraelski kontrabasista, kompozytor i aranżer jazzowy.

## Życiorys
Pochodzi z Izraela, z rodziny muzycznej mieszkającej w kibucu Kabri. Rozpoczął naukę gry na fortepianie w wieku 9 lat, ale mając lat 14 zmienił instrument na kontrabas, zainspirowany twórczością basisty Jaco Pastoriusa. Następnie, po dwóch latach gry w zespole armii izraelskiej, rozpoczął studia w klasie kontrabasu u Michaela Klinghoffera. Po kolejnych dwóch latach przeniósł się do Nowego Jorku, początkowo zarabiając jako pracownik budowlany i grając na ulicach, w parkach czy metrze. Jednocześnie studiował w Mannes College The New School for Music i grał latin jazz w zespołach studenckich. Dołączył też do tria pianisty Danilo Péreza, z którym nagrał płytę Panamonk.
W 1996 został zaproszony przez Chicka Coreę do powstającego wówczas sekstetu Origin. Występował w zespołach Corei do 2003, kiedy to opuścił Chick Corea New Trio. Od tego czasu występuje z własnym zespołem: Avishai Cohen Trio, a razem z nim grają Mark Guiliana (perkusja) oraz Shai Maestro (fortepian). Trio dwukrotnie wystąpiło na polskim festiwalu Jazz na Starówce.
Poza współpracą z Coreą, Kohen nagrywał lub występował z wieloma postaciami światowego jazzu, jak Bobby McFerrin, Roy Hargrove, Herbie Hancock, Nnenna Freelon i Paquito D’Rivera.
Muzyka Kohena jest połączeniem wpływów bliskowschodnich, wschodnioeuropejskich i afroamerykańskich. Magazyn Down Beat nazwał go wizjonerem gatunku i jednym z najciekawszych muzyków ostatnich lat, zaś izraelska gazeta The Jerusalem Post określiła go jako najbardziej udany „produkt eksportowy” izraelskiej sceny jazzowej. Magazyn Bass Player zaliczył Kohena do grona 100 najbardziej wpływowych basistów XX wieku.

## Dyskografia solowa
- Adama (1998)
- Devotion (1999)
- Colors (2000)
- Unity (2001)
- Lyla (2003)
- At Home (2004)
- Continuo (2006)
- As is...Live at the Blue Note (2007)
- Gently Disturbed (2008)
- Sha'ot Regishot (2008)
- Aurora (2009)
- Seven Seas (2011)
- Duende (2012) (razem z Nitai Hershkovits)
- Almah (2013)
- From Darkness (2015)
- 1970 (2017)
- Arvoles (2019)